# Anatoli Zourpenko
Anatoli Zourpenko (in greco Ανατόλι Ζουρπένκο?, in russo Анатолий Викторович Журбенко?, Anatolij Viktorovič Žurbenko; Volgograd, 5 novembre 1975 – 24 ottobre 2022) è stato un cestista russo naturalizzato greco.

## Palmarès
- Campionato greco: 2

Olympiakos:  1995-96, 1996-97
- Coppa di Grecia: 1

Olympiakos: 1996-97
- Coppa dei Campioni: 1

Olympiakos: 1996-97